# 周觉
周觉（1927年4月—2020年12月29日），男，湖南衡南人，中华人民共和国政治人物、外交官。

## 生平
1946年，考入北京大学经济系。1948年5月，秘密加入中国新民主主义青年团。1949年1月，随中国人民解放军第四野战军南下工作团工作。同年6月，加入中国共产党。1952年7月任中共广州市委书记秘书。1954年，从广州市委调入外交部。同年7月，任外交部办公厅值班秘书。1956年12月至1964年2月，驻叙利亚使馆三秘、副领事。
1970年9月至1974年9月，任外交部亚非司副司长。1974年9月至1978年，任中华人民共和国外交部亚非司代司长。1979年5月至1981年6月，任外交部亚非司司长。1981年6月至1984年，任驻土耳其大使。1984年至1986年，任外交部部长助理。1986年，接替曹克强担任中华人民共和国驻法国大使。1990年，由蔡方柏接任。离任回国后任中央对外宣传小组副组长、国务院新闻办公室副主任。1998年起任中国人权研究会会长、中国原外交官联谊会顾问、中国一以色列友好协会会长、中法友协会长。第八届全国人大常委会委员。2000年4月离休。